# Harry Nice
Harry Whinna Nice, född 5 december 1877 i Washington, D.C., död 25 februari 1941 i Richmond, Virginia, var en amerikansk republikansk politiker och jurist. Han var guvernör i delstaten Maryland 1935–1939.
Nice studerade vid Baltimore City College, Dickinson College och University of Maryland. År 1905 gifte han sig med Edna Viola Amos. I guvernörsvalet 1919 förlorade han mot demokraten Albert Ritchie. Mellan 1920 och 1924 var Nice verksam som domare i en appellationsdomstol. I guvernörsvalet 1934 vann han sedan mot Ritchie med en osannolik kampanj där han påstod att Ritchie inte stödde sin partikamrat, USA:s president Franklin D. Roosevelt, tillräckligt starkt.
Nice efterträdde 1935 Ritchie som guvernör och efterträddes 1939 av Herbert O'Conor. Två år senare avled han i Richmond och gravsattes på Green Mount Cemetery i Baltimore.